# Phaulopsis dorsiflora
Phaulopsis dorsiflora là một loài thực vật có hoa trong họ Ô rô. Loài này được (Retz.) Santapau miêu tả khoa học đầu tiên năm 1948.